# 博士と彼女のセオリー
『博士と彼女のセオリー』（はかせとかのじょのセオリー、The Theory of Everything）は、2014年にイギリスで製作された伝記映画で、理論物理学者のスティーヴン・ホーキング博士の元妻であるジェーン・ホーキング（Jane Wilde Hawking）から見たスティーブン・ホーキングやその他の人々との人間関係を描いている。監督はジェームズ・マーシュ、主演はエディ・レッドメインとフェリシティ・ジョーンズが務めた。
理論物理学者スティーヴン・ホーキングと結婚することになった女性ジェーン・ホーキングによる2007年の回想録『無限の宇宙 ホーキング博士とわたしの旅』をアンソニー・マッカーテンが脚色したものであり、ジェーンの側から見たスティーヴン・ホーキングとの人間関係、ALS患者の配偶者でいる苦労、クリスチャンと無神論者の結婚、夫と妻の双方が浮気をすることになった状況など、複雑で生々しい人生事情、予想外の展開となってもなお2人の間にある愛が描かれている。2014年9月7日にトロント国際映画祭で世界初公開、2015年1月1日に英国で初公開された。第87回アカデミー賞では5部門にノミネートされ、エディ・レッドメインが主演男優賞を受賞した。

## あらすじ
1960年代のケンブリッジ大学のトリニティ・カレッジで物理学や宇宙論を学んでいるスティーヴン・ホーキングは、同じ大学で文学を学んでおりスペイン語とフランス語も話せ中世のスペインの詩を研究しイングランド国教会の熱心な信徒であるジェーン・ワイルドとキャンパスで出会い、恋に落ちる。無神論者のスティーヴンと熱心なクリスチャンのジェーンの恋である。
スティーヴンは体が次第に自由に動かなくなり、とうとうキャンパスで倒れ搬送され、医師から筋肉が動かなくなる筋萎縮性側索硬化症（ALS）にかかっており余命2年と宣告される。ジェーンはスティーヴンの父親からスティーヴンとの関係を諦めるほうが賢明だと諭され、「ステイーブンを支える戦いは、結局、惨めな敗北に終わる」と警告されるが、ジェーンは「私はスティーヴンを愛しているし、スティーヴンも私を愛している。皆でスティーヴンを支えなくては」と言い、スティーヴンと結婚する。
さいわい「男性としての機能」というのは筋肉とは違うメカニズムで作動しているのでスティーヴンがALSでも二人は男児を授かり、スティーヴンは学業も続けブラックホールの時空の特異点と「時間の始まり」に関する論文をデニス・シアマ他指導教官たちから絶賛され博士号を無事取得する。学会でホーキング放射に関する発表をし、ブラックホールは物質を吸い込んでいるだけでなく粒子の放射もしており小さくなってゆきやがて爆発し消滅する、と発表すると、馬鹿馬鹿しいと退場する学者が1名いたが、ソ連の科学アカデミーの学者はその理論の真価を認め、世界の学者も皆同様に喝采した。だがじわじわと体も不自由になってきて、車椅子や電動車椅子を使うようになり、食べ物の咀嚼も困難になり喉につまらせることが増えてゆく。ジェーンはALSのスティーブンの世話と長男ロバートの育児の両方をこなさなければならずストレスが溜まる上に、長男ロバートがまるで父親がいないような人生を生きていると思えることにも悩む。
ジェーンの育った家庭は皆熱心なイングランド国教会の信徒であり、ジェーンの母はジェーンの心理状態を心配し、教会の聖歌隊に参加することが心に良い効果をもたらすと助言するのでジェーンはその助言に従い聖歌隊に参加する。聖歌隊の指導とピアノ伴奏をクリスチャンの奉仕活動として行っている男性ジョナサンが、ジェーンの息子のピアノ教師としてホーキング家に来訪するようになり、いかにもクリスチャンらしく弱者に対して優しくて、「1年ほど前に妻を亡くし、子もいなく寂しくて時間もあるので」と言ってホーキング家を支援することを申し出るので、スティーブンはジェーンにも支えが必要だと考え、その申し出を受け入れる。ジョナサンは身体の不自由なスティーヴンの代わりに父親のような役を担い、子どもからも慕われ、一家とジョナサンの交流は深まる。
夫婦は3人目の子どもティモシーが誕生した。だが周囲の皆がティモシーはジェーンがジョナサンと浮気して妊娠した子だと疑い、スティーブンの父や母までが疑い、それを立ち聞きしたジョナサンは「噂になっている。私達は距離を置くべきだ」と言い、距離を置くべき理由が他にもある、と言って「君が好きだから」と告白すると、ジェーンも「私も貴方が好き」と告白することになり、結婚相手以外の人に対して好きという気持ちが生じたからこそ距離を置く必要があるとジェーンも悟り、ジョナサンのホーキング家への出入りを止める。
だが一旦つながってしまった人間関係やジョナサンとの気持ちのつながりは簡単に切れるものではなく、スティーヴンがフランスボルドーでのオペラに招待され飛行機で行く予定となり飛行機嫌いのジェーンと子どもたちは車で同地に行きキャンプをして過ごすために手助けが必要となった際に、男女のことに不用心なスティーブンはうかつにも、ジョナサンの助けを借りることを提案する。これでジェーンとジョナサンが再会し、しかもスティーヴン抜きで親密な時間を持てることになった。夜にスティーヴンがオペラを観劇している間、ジェーンと子供たちとジョナサンはキャンプ場にいるが、夜のキャンプ場でジェーンは誰にも気づかれないようにこっそりジョナサンのテントに近づきジョナサンを呼ぶ。浮気である。ジェーンがそんなことをしている最中、スティーヴンはオペラ観劇中に呼吸困難になり倒れ、病院に搬送され生命維持装置に繋がれて昏睡状態になり、駆けつけたジェーンは医師から、死を選ぶかあるいは命は助かるが声が一生出せなくなる気管切開を選ぶか、と迫られ、生還させるためやむを得ず、声が出なくなる後者を選択する。
声が出せなくなったスティーヴンのために、まばたきで文字を表現できる「スペリングボード」を使うことにし、スペリングボードに習熟している有能な女性看護師エレインを雇い、その後、コンピュータ式入力装置や音声合成器を使うようになる。電子装置を使いスティーヴンは《時間》に関する一般読者向けの本である『ホーキング、宇宙を語る : ビッグバンからブラックホール』を執筆し、世界的なベストセラーになる。だがスティーヴンは看護師エレインに世話をされるうちにきわめて親しくなってゆき、スティーヴンが普通は他人に見せない個人的なことを助ける役、たとえば男性的興味を満たすため男性雑誌（ポルノ雑誌）の『ペントハウス』のヌード写真を見るためにページをめくる役までエレインが喜んで積極的に行うようになり、（またその他にも、スティーヴンの性的な興味による求めに応じて エレインは "何らかの性的なサービス"を提供したらしく）、つまりスティーヴンとエレインは看護や介護という関係を越えて親密になりすぎてしまう。いつのまにかスティーヴンのことは全てエレインが取り仕切るようになり、妻ジェーンはエレインの許可を得なければスティーブンに近づくこともできない状況に陥る。
スティーブンのほうはジェーンに自分の気持ちを隠していたようだが、ある日「アメリカでの授賞式にエレインを連れてゆき、面倒を見てもらう」と音声合成装置でジェーンに告白したことで、スティーブンから二股をかけられているどころか、エレインとの《女としての戦い》にすでに負けてしまったことをはっきりと悟る。スティーブンは物理学者で物理的な《時間》の不思議に関する著作で世界的に有名になった人物だが、その妻ジェーンは男と女の《時間》の不思議を発見したのだった。思い返せば、余命わずか2年と宣告され二人の時間は短く終わるはずだったのに、実際にはスティーブンは長生きし、二人は長くて紆余曲折に満ち不可思議な《時間》を過ごしたのである。2人は離婚し、しばらくしてジェーンはジョナサンと再婚する。
それから何年も経て、スティーヴンが大英帝国勲章（CBE）を受勲することになり、エリザベス2世女王からスティーヴンとジェーンは一緒にバッキンガム宮殿に招待され、英国人として光栄な時間をジェーンも味わう。女王からは『宇宙を語る』は「難しいけど売れている本なのね」と言われる。宮殿の庭でジェーンは、自由社会主義者であるスティーヴンに対し、あなたの主義に反するならナイトの称号は辞退すればいいわ、と言う。離婚はしたが、ジェーンはスティーヴンのことを一番理解しているのである。「おめでとう。今日はありがとう、すばらしかった。私たちの関係もすばらしかったわね」と言うジェーンに対し、スティーヴンは「私たちが創り上げたものを見て」と言う。二人の眼には、成長した3人の子どもたちが楽しげに遊ぶ、とても美しい光景が見えている。スティーヴンは時間を逆行させるようにして時間の始まりを探求したが、同様に、もしもスティーブンとジェーンの時間を逆行させて二人の愛の始まりの瞬間を探求することができるなら、それはスティーブンがケンブリッジのキャンパスでジェーンの姿を初めて見た瞬間だったことになる。あの瞬間に、まるでビッグバンのように、二人の愛の宇宙が誕生したのだ。

## キャスト
※括弧内は日本語吹替
- スティーヴン・ホーキング - エディ・レッドメイン（福田賢二）
- ジェーン・ワイルド・ホーキング - フェリシティ・ジョーンズ（佐古真弓）
- エレイン・マッソン - マキシン・ピーク（英語版）

スティーヴンの2番目の妻。
- ジョナサン・ジョーンズ - チャーリー・コックス（鈴木幸二）

ジェーンの2番目の夫。
- ベリル・ワイルド - エミリー・ワトソン（早野ゆかり）

ジェーンの母親。
- ジョージ・ワイルド - ガイ・オリヴァー＝ワッツ

ジェーンの父親。
- フランク・ホーキング - サイモン・マクバーニー（坂部文昭）

スティーヴンの父親。
- イソベル・ホーキング - アビゲイル・クラッテンデン（英語版）（定岡小百合）

スティーヴンの母親。
- フィリパ・ホーキング - シャーロット・ホープ

スティーヴンの妹。
- メアリー・ホーキング - ルーシー・チャペル

スティーヴンの妹。
- デニス・シャーマ - デヴィッド・シューリス（伊藤和晃）

スティーヴンの師。
- キップ・ソーン - エンゾ・シレンティ（英語版）
- アイザック・カラトニコフ（英語版） - ゲオルグ・ニコロフ
- ダイアナ・キング - アリス・オル＝エウィング（英語版）

バシル・キングの妹でスティーヴンの友人。
- ブライアン - ハリー・ロイド（西健亮）

スティーヴンのルームメイト。
なお、映画の中で使用されているホーキング博士の電子音声は本人が提供したものである。

## 製作

### 構想
本作の脚本を書いたアンソニー・マッカーテンは1988年に出版されたホーキング博士の『ホーキング、宇宙のすべてを語る』を読んで以来、博士に関心を持ち続けていた。2004年、マッカーテンはジェーン・ホーキングの回顧録『無限の宇宙 ホーキング博士とわたしの旅』を読んだ。そして、映像化される保証がないまま脚本の執筆に取り掛かった。自身の企画について話し合うために、マッカーテンは何度もジェーンのもとを訪ねた。何回か脚本を書き直した後に、ICMのエージェント、クレイグ・バーンスタインを通して、プロデューサーのリサ・ブルースと会った。
マッカーテンとブルースは3年かけてジェーン・ホーキングから回顧録の映画化の承諾を得た。ブルースは当時を振り返って「幾度となく話し合いを設け、何杯ものシェリー酒、紅茶を飲んだ。」と述べている。2013年4月18日、ジェームズ・マーシュが監督に内定し、撮影はイギリスを中心にして行われることが決まった。また、主役のホーキング博士を エディ・レッドメインが演じることになった。同年6月23日、フェリシティ・ジョーンズがジェーン・ホーキングを演じることが決まった。10月8日、エミリー・ワトソンとデヴィッド・シューリスの出演が決まり、アンソニー・マッカーテン、リサ・ブルース、エリック・フェルナー、ティム・ビーヴァンの4人がプロデューサーを務めることになった。
マーシュは映画が現実に忠実になるような映像の構成を研究していた。彼は「この映画に関連したホーキング博士の写真やドキュメンタリーの映像はある。あとは、われわれがそれらを最高の映画に構成し直そうとした。」と述べている。また、レッドメインは本作に出演するにあたって、ホーキング博士と会った。レッドメインは「今でも、博士は動くことができない。しかし、博士の目には活力があった。」と述べ、博士を演じることに重責を感じたという。さらに彼は「映画を作る上で重要となる問題は、実際のできごとの時系列を追って撮影しているわけではないということだ。だからこそ、博士の病状の悪化をしっかりととらえておく必要があった。観客が博士の日常に入り込めるようにもそうする必要がある。ただし、それと同時に、博士のひらめき、ウィット、ユーモアを表現する必要があった。」と付け加えている。
レッドメインはホーキング博士の数多くのインタビュー動画を見て、ホーキング博士の生活を研究するのに半年を費やした。マーシュは「レッドメインがやらねばならなかったことは容易なことではなかった。身体表現が困難なだけではなく、膨大な時間をかけて役作りをする必要があった。単に身体の障害を表現するわけではない。身体を蝕んでいく病の進行過程を表現する一方、知的活動は病気にとらわれていないことも表現する必要があった。」と述べている。マーシュによると、ホーキング博士は映画製作に好意的であり、だからこそ、博士は自身が使っている音声データを提供してくれたのだという。トロント国際映画祭の観客には、ホーキング博士が本作を鑑賞した後に涙を流し、看護師がその涙をふき取ったということが知らされた。

### 撮影
2013年9月より、イギリスのケンブリッジを主なロケ地として主要撮影が始まった。主要撮影の開始に先立って、同年9月23日から27日にかけてワーキング・タイトル・フィルムズはケンブリッジ大学のセント・ジョンズ・カレッジのニュー・コートの前の芝生で撮影を行った。その撮影は1963年のメイ・ボールのシーンの撮影であった。9月24日、セント・ジョンズ・カレッジとクイーン・ロードで撮影が行われた。メイボールのシーンは屋外の撮影の最後の方で行われ、屋内のスタジオでの撮影をもってして、5週間以上にわたる撮影は終了した。
本作で使用されたメイボールにおける花火は、2012年のロンドンオリンピックでの花火を担当したTitanium社が打ち上げたものである。

### 音楽
ヨハン・ヨハンソンが本作で使用される楽曲を作曲した。本作の楽曲は「アコースティックとエレクトロニクスの見事なブレンド」と表現されている。楽曲に関して、ヨハンソンは「オーケストラ、バンド、ソロ演奏のいずれであろうと、さまざまなソースから生まれるサウンドスケープの要素とエレクトロニクスで、ライブの録音の厚みを出そうとしている。」と述べている。なお、本作のサウンドトラックはロンドンのアビー・ロード・スタジオで収録された。

### 視覚効果
ユニオン・ビジュアル・エフェクツが本作の視覚効果を担当した。

## 公開
2014年9月7日、第39回トロント国際映画祭において本作はプレミアを迎えた。なお、本作は映画祭のスペシャル・プレゼンテーション部門で上映された。
2013年8月8日には、ユニバーサル・ピクチャーズが本作の世界配給権を獲得している。2014年4月10日、フォーカス・フィーチャーズは本作をアメリカで配給する権利を獲得し、年内に限定公開すると決定した。また、カナダでの配給権はエンターテインメント・ワンが獲得した。本作のファースト・トレイラーは2014年8月7日に公開された。
2014年11月7日に、アメリカでの限定公開が始まった。2015年1月のイギリス公開開始を先陣として、台湾、ドイツ、オーストリアでの公開もされた。日本では3月13日より公開される。

## 興行収入
2014年11月7日、本作は北米の映画館5館において限定公開され、20万7000ドルを稼ぎ出した（1館当たり4万1400ドル）。フォーカス・フィーチャーズの配給部門の最高責任者である、ジム・オールは「われわれにとっては大いに喜ばしい知らせだ。」「この素晴らしい数字は観客の高評価とも連動している。ジェームズ・マーシュの見事な演出で素晴らしい演技が引き出された。私は本作の演技、演出、そして作品自体が映画芸術科学アカデミーの会員の注意を引くことを信じている。」と述べた。11月26日には北米802館で拡大公開され、500万ドルを稼ぎ出し、週末興行収入ランキング7位となった。なお、感謝祭の週の5日間で、640万ドルを稼ぎ出した。
2015年2月22日までに北米で約3,400万ドル、国外で7,000万ドルの興行収入を記録し、トータルで1億ドルを突破した。

## 評価
本作は批評家から高く評価されている。映画批評集積サイトのRotten Tomatoesには213件のレビューがあり、批評家支持率は80%、平均点は10点満点で7.4点となっている。サイト側による批評家の意見の要約は「伝記映画でもあり、ラブストーリーでもある。『博士と彼女のセオリー』はジェームズ・マーシュの磨き抜かれた監督手腕と主演2人の力強い演技によって成り立っている。」となっている。また、Metacriticには45件のレビューがあり、加重平均値は72/100となっている。
ガーディアンのキャサリン・ショアードはレッドメインの演技とマッカーテンの脚本を中心に本作を称賛し、「レッドメインが傑出している。『マイ・レフトフット』でのダニエル・デイ＝ルイスの演技との比較にも耐えうるほど、驚異的で
真に迫った演技である。」と述べている。
ニューヨーク・ポストのロー・ルメニクは「身震いするほど感動し、興奮した。」と書いている。バラエティのジャスティン・チャンは本作を高く評価し、「感動的でほろ苦いラヴストーリーだ。奥深いユーモアで深みを増している。」と述べている。チャンはレッドメインとジョーンズの演技を「とても素晴らしい演技だ」と評し、ヨハンソンの楽曲を「彼のアルペッジオのような反復と進歩はフィリップ・グラスの楽曲を彷彿とさせる。」と評している。ハリウッド・リポーターのレスリー・フェルペリンは「約25年間にもわたる主人公2人の複雑な関係をしっかりと正確に、映像で説明してくれる。申し分のないプロの技だ。」と述べている。
デイリー・テレグラフのティム・ロビーは「ホーキング博士の宇宙論の要約において、『博士と彼女のセオリー』は凡人にも分かるように最大限の努力をしている。そのインスピレーションの大部分がどこかで見聞きしたことがあるものだ。とはいえ、それらはしっかりとしたソースからの借用である。」と述べる一方、レッドメインの演技とマッカーテンの脚本は絶賛している。 
Deadline.comのピート・ハモンドは「（トロント国際映画祭での）反応が熱狂的であったと述べることは誇張していることにはなるまい。批評家からだけではなく、アカデミー賞の投票権を持つ人々からも絶賛の声を聞いた。」とトロント国際映画祭で本作を見た観客の様子を表現している。 
ただし、本作に対する批判がないわけではない。The Wrapのアルフォンソ・デュラルデは「ホーキング博士が起こしたイノベーションと博士が時代遅れの考え方に賛同することを拒絶する姿が描かれている。しかし、この描写は単に伝記映画の悪しき風習を強調したものに過ぎない。」と述べている。インディワイアーのエリック・コーンは「ジェームズ・マーシュ監督の伝記映画『博士と彼女のセオリー』は有名な物理学者に敬意を払っている。しかし、博士が驚くべきアイデアを思いついたことに対する掘り下げが足りない。」と評している。ニューヨーク・タイムズのデニス・オーヴァーバイは「『博士と彼女のセオリー』は賞を与えるに値しない。なぜなら、ホーキング博士の業績を大雑把に説明しているからだ。雑な描写のために、なぜ博士が有名になったのかという疑問に対する答えがはっきりしないままになっている。博士がどのようにして従来の時空理論を覆したかということを描き出す代わりに、博士が神の存在に言及したかしないかという、些細なことが語られている。観客の宗教的な関心に媚びている。」と批判している。ガーディアンの映画ブロガーであるミシェル・ディーンは「ジェーン・ワイルド・ホーキングにとっては迷惑な作品である。ドラマチックな映画になるように事実が再構成されている。『博士と彼女のセオリー』は古い映画の型に必死にしがみついた映画だ。」と記している。

## 受賞
| 賞                                     | 受賞日         | カテゴリ                      | 対象者                                                             | 結果       |
| -------------------------------------- | -------------- | ----------------------------- | ------------------------------------------------------------------ | ---------- |
| ハリウッド映画賞                       | 2014年11月14日 | ブレイクアウト男優賞          | エディ・レッドメイン                                               | 受賞       |
| ハリウッド音楽賞                       | 2014年11月4日  | 作曲賞（映画部門）            | ヨハン・ヨハンソン                                                 | ノミネート |
| トロント国際映画祭                     | 2014年9月6日   | ブレイクスルー賞              | ジェームズ・マーシュ エディ・レッドメイン フェリシティ・ジョーンズ | 受賞       |
| ミルバレー映画祭                       | 2014年10月12日 | 金賞                          | 金賞                                                               | 受賞       |
| ニューヨーク映画批評家オンライン賞     | 2014年12月7日  | 作品賞トップ10                |                                                                    | 入賞       |
| ニューヨーク映画批評家オンライン賞     | 2014年12月7日  | 主演男優賞                    | エディ・レッドメイン                                               | 受賞       |
| アフリカン・アメリカン映画批評家協会賞 | 2014年12月8日  | 作品賞トップ10                |                                                                    | 3位        |
| ワシントンD.C.映画批評家協会賞         | 2014年12月8日  | 主演男優賞                    | エディ・レッドメイン                                               | ノミネート |
| ワシントンD.C.映画批評家協会賞         | 2014年12月8日  | 主演女優賞                    | フェリシティ・ジョーンズ                                           | ノミネート |
| ワシントンD.C.映画批評家協会賞         | 2014年12月8日  | 脚色賞                        | アンソニー・マッカーテン                                           | ノミネート |
| ワシントンD.C.映画批評家協会賞         | 2014年12月8日  | 作曲賞                        | ヨハン・ヨハンソン                                                 | ノミネート |
| サンフランシスコ映画批評家協会賞       | 2014年12月14日 | 主演男優賞                    | エディ・レッドメイン                                               | ノミネート |
| デトロイト映画批評家協会賞             | 2014年12月15日 | 主演男優賞                    | エディ・レッドメイン                                               | ノミネート |
| パームスプリングス国際映画祭           | 2015年1月3日   | Desert Palm Achievement Award | エディ・レッドメイン                                               | 受賞       |
| アイオワ映画批評家協会賞               | 2015年1月6日   | 主演男優賞                    | エディ・レッドメイン                                               | 2位        |
| アイオワ映画批評家協会賞               | 2015年1月6日   | 主演女優賞                    | フェリシティ・ジョーンズ                                           | 2位        |
| アイオワ映画批評家協会賞               | 2015年1月6日   | 作曲賞                        | ヨハン・ヨハンソン                                                 | 3位        |
| ゴールデングローブ賞                   | 2015年1月11日  | 主演男優賞（ドラマ部門）      | エディ・レッドメイン                                               | 受賞       |
| ゴールデングローブ賞                   | 2015年1月11日  | 作曲賞                        | ヨハン・ヨハンソン                                                 | 受賞       |
| ゴールデングローブ賞                   | 2015年1月11日  | 作品賞（ドラマ部門）          |                                                                    | ノミネート |
| ゴールデングローブ賞                   | 2015年1月11日  | 主演女優賞（ドラマ部門）      | フェリシティ・ジョーンズ                                           | ノミネート |
| 全米俳優組合（SAG）賞                  | 2015年1月25日  | 主演男優賞                    | エディ・レッドメイン                                               | 受賞       |
| サテライト賞                           | 2015年2月15日  | 作品賞                        |                                                                    | ノミネート |
| サテライト賞                           | 2015年2月15日  | 主演男優賞                    | エディ・レッドメイン                                               | ノミネート |
| サテライト賞                           | 2015年2月15日  | 主演女優賞                    | フェリシティ・ジョーンズ                                           | ノミネート |
| サテライト賞                           | 2015年2月15日  | 脚色賞                        | アンソニー・マッカーテン                                           | ノミネート |
| サテライト賞                           | 2015年2月15日  | 撮影賞                        | ブノワ・ドゥローム                                                 | ノミネート |
| アカデミー賞                           | 2015年2月22日  | 作品賞                        |                                                                    | ノミネート |
| アカデミー賞                           | 2015年2月22日  | 主演男優賞                    | エディ・レッドメイン                                               | 受賞       |
| アカデミー賞                           | 2015年2月22日  | 主演女優賞                    | フェリシティ・ジョーンズ                                           | ノミネート |
| アカデミー賞                           | 2015年2月22日  | 脚色賞                        | アンソニー・マッカーテン                                           | ノミネート |
| アカデミー賞                           | 2015年2月22日  | 作曲賞                        | ヨハン・ヨハンソン                                                 | ノミネート |